# Pięciornik krzewiasty
Pięciornik krzewiasty (Dasiphora fruticosa (L.) Rydb.) – gatunek rośliny wieloletniej, należący do rodziny różowatych. Występuje na rozległych obszarach strefy umiarkowanej półkuli północnej – w Ameryce Północnej, Azji i Europie południowej i północnej (nie rośnie naturalnie w Europie Środkowej, w tym w Polsce), na innych obszarach uprawiany i dziczejący. Rośnie w miejscach skalistych, świetlistych, na zboczach górskich. Kwiaty ma bezwonne, zapylane przez owady. Gatunek jest rozpowszechniony w uprawie jako roślina ozdobna. Uprawiany w licznych odmianach różniących się pokrojem i kolorem kwiatów.

## Morfologia
PokrójGęsty krzew o wysokości do 1,5 m i regularnym, kulistym pokroju.
PędyŁukowato wzniesione, rozgałęziające się. Kora na starszych pędach jest postrzępiona, czerwonobrunatna.
LiścieSkrętoległe i sezonowe, z trwałymi przylistkami. Pierzasto złożone, składające się z 3, 5 lub 7 bezogonkowych listków. Listki są całobrzegie, wąskoeliptyczne, obustronne jedwabiście owłosione i przeważnie mają podwinięte brzegi.
KwiatyWyrastają pojedynczo lub po kilka na końcach pędów. Mają promienistą koronę o średnicy do 3 cm. Płatki zwykle są żółte, rzadko lub u odmian białe, różowe lub czerwone. Działek kielicha jest 5, zrośniętych u nasady i wspartych od spodu przez podobne do nich listki kieliszka. Płatków korony jest 5. Pręciki są liczne, podobnie jak górne słupki, w których zalążniach rozwijają się pojedyncze zalążki.
OwoceSuche, jednonasienne niełupki pokryte długimi włoskami.

## Zastosowanie
Uprawiany jest jako roślina ozdobna. Swoją popularność zawdzięcza faktowi długotrwałego kwitnienia, ładnemu, zwartemu pokrojowi oraz łatwości uprawy. Jest wytrzymały na mrozy, suszę i zanieczyszczenia powietrza. Rośnie powoli i jest długowieczny. Nadaje się do ogrodów skalnych, na rabaty, do parków, zadrzewień osiedlowych, na żywopłoty i formowane szpalery (dobrze znosi cięcie). Nadaje się również do tworzenia bonsai.

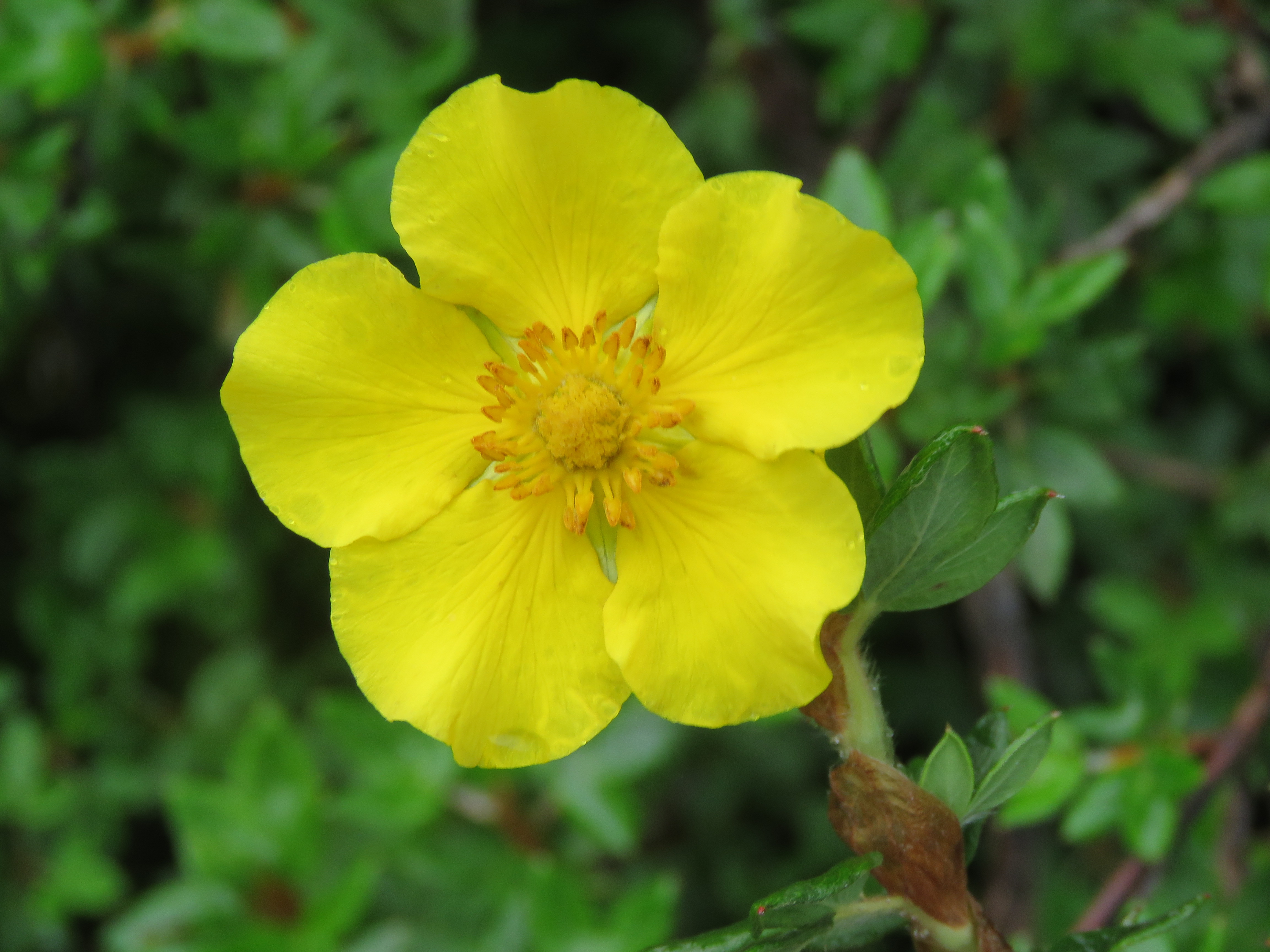
Kwiat formy typowej
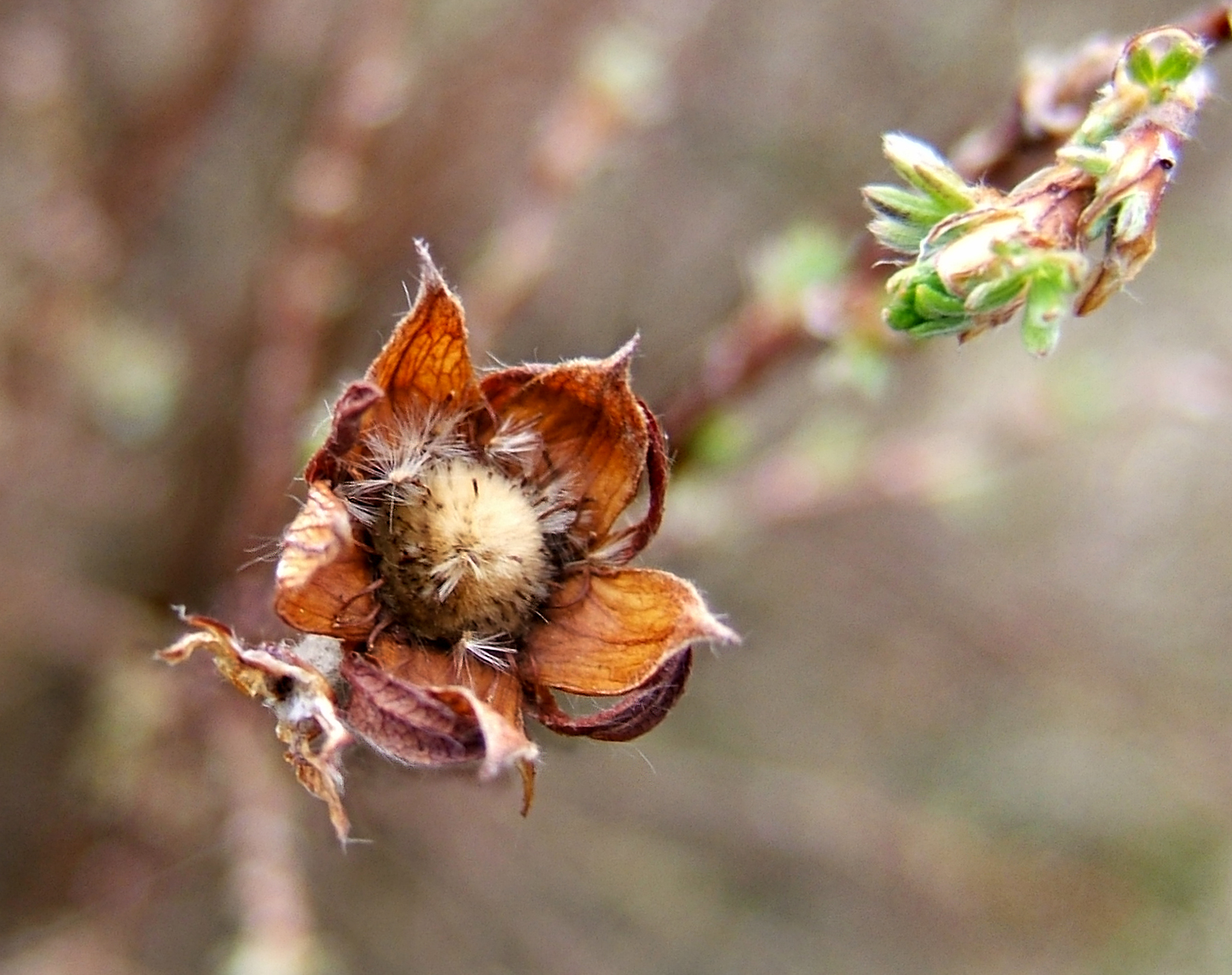
Owoc
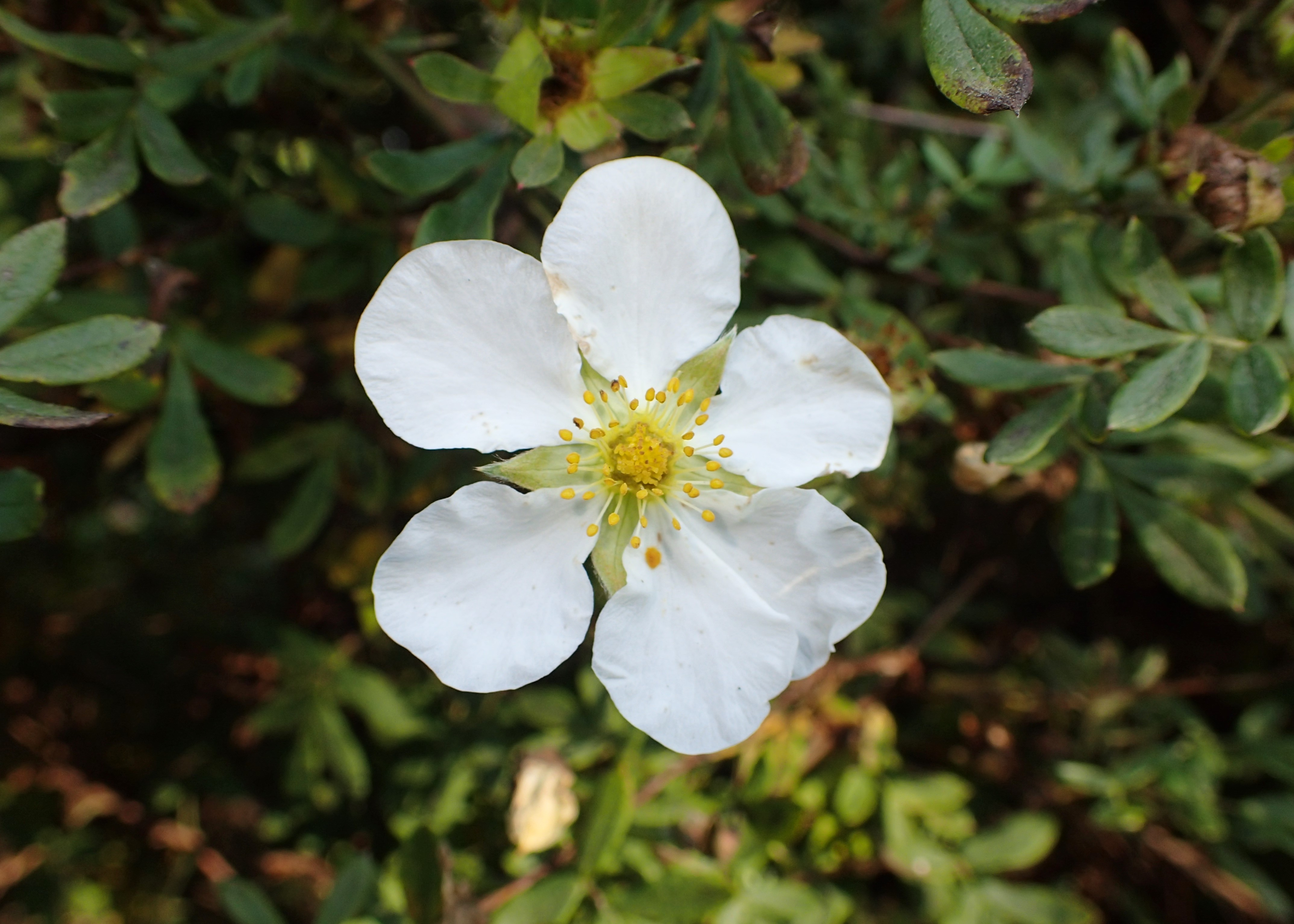
Odmiana 'Abbotswood'
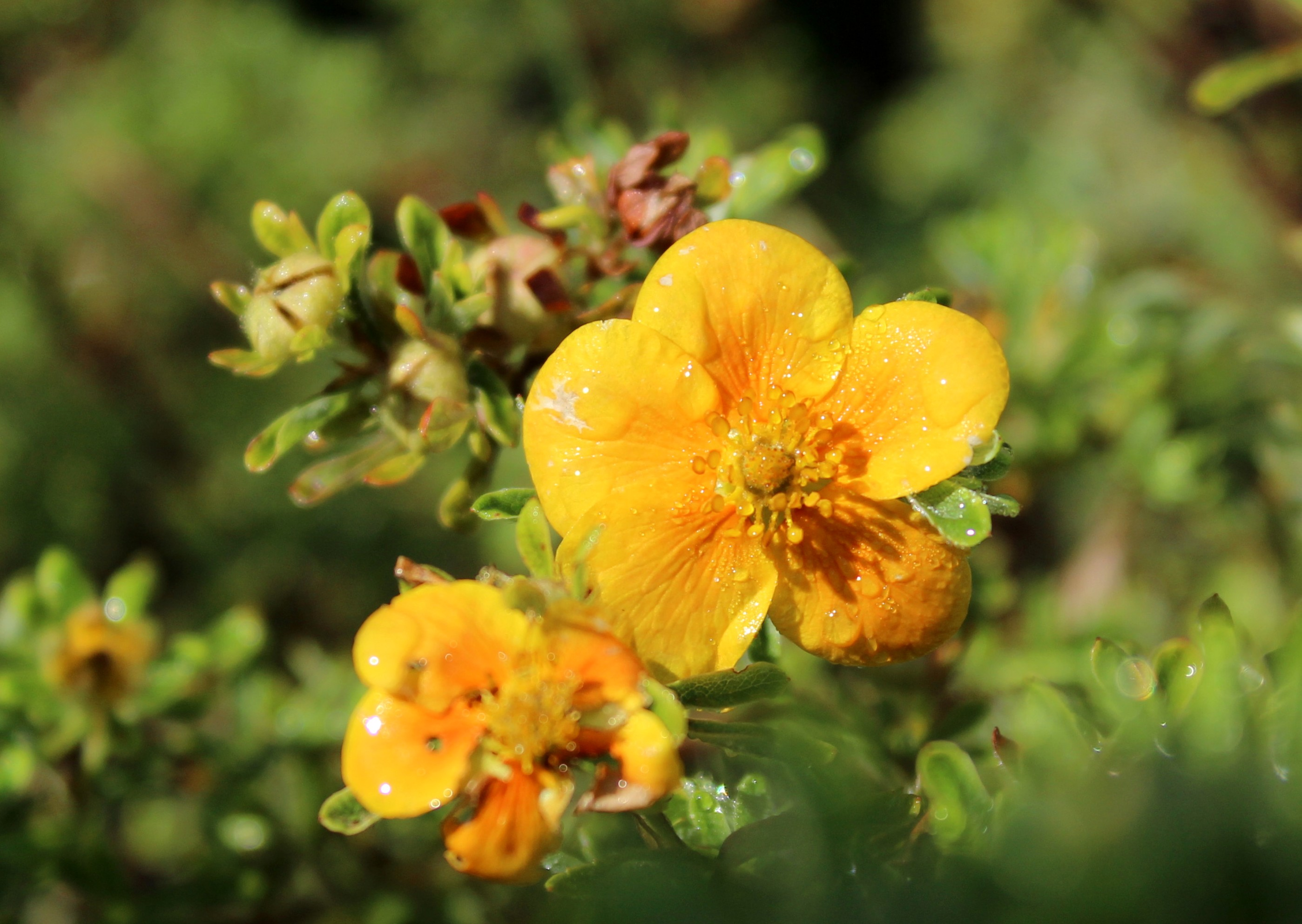
Odmiana 'Hopleys Orange'
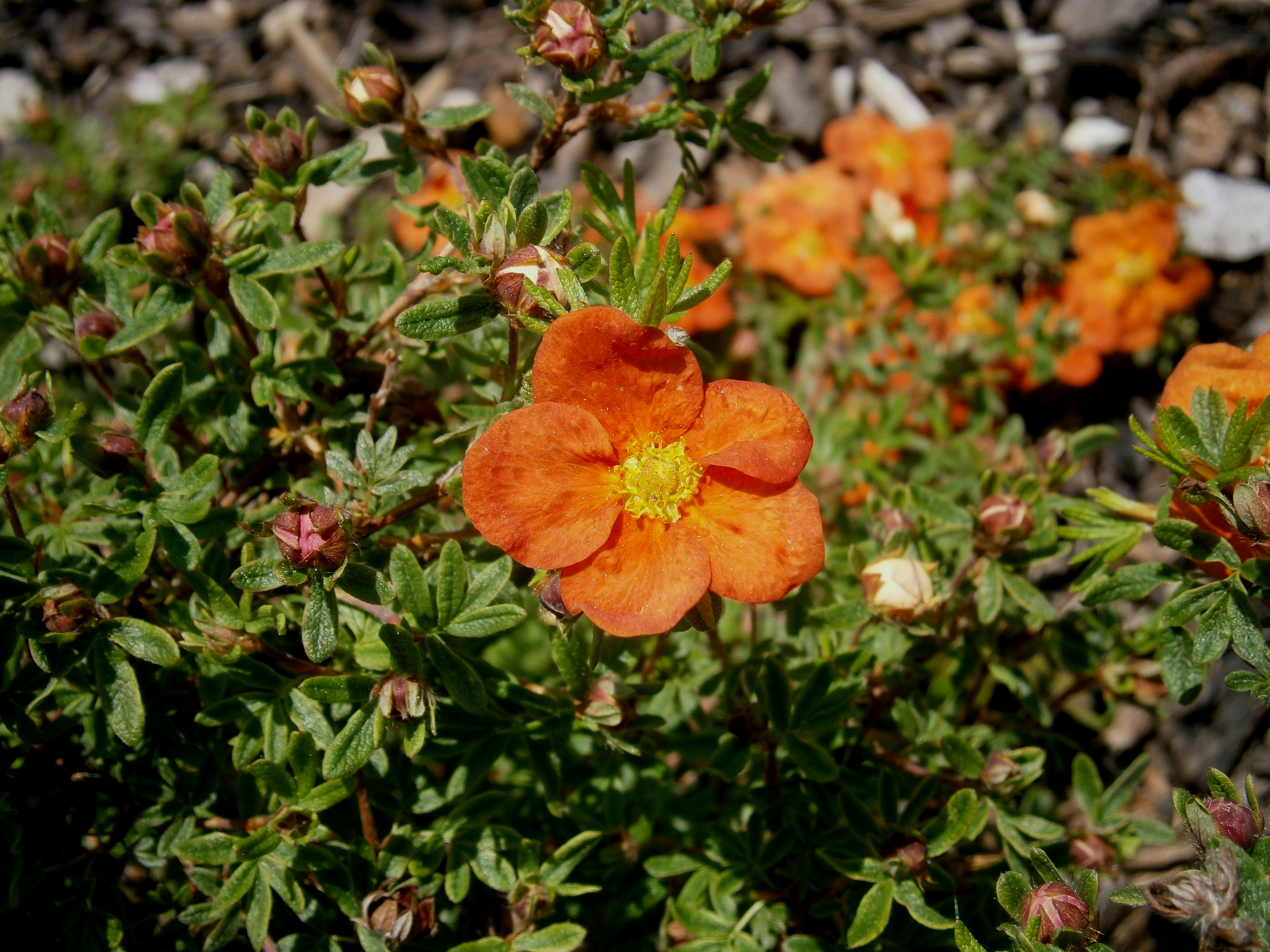
Odmiana 'Red Ace'
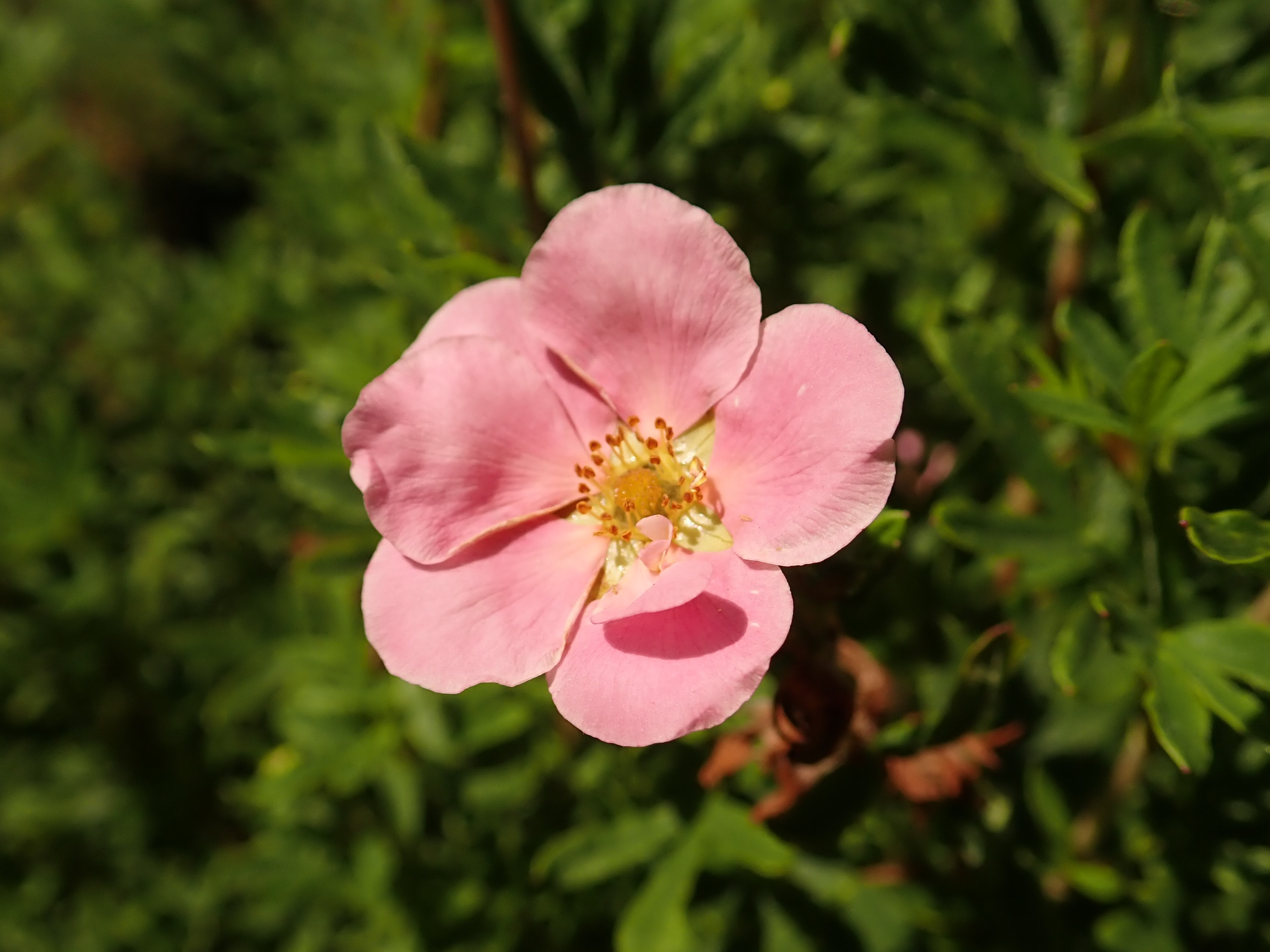
Odmiana 'Floppy Disc'

## Uprawa
Wymaga słonecznego stanowiska. Nie jest wymagający co do gleby, ale najlepiej rośnie na glebach lekkich, piaszczystych lub piaszczysto-gliniastych. Odczyn gleby nie ma znaczenia, równie dobrze rośnie na glebach kwaśnych, jak i zasadowych. Rozmnaża się go z sadzonek lub nasion wysiewanych jesienią.

## Odmiany (wybór)[7]
- 'Abbotswood' – rozłożysty krzew o białych kwiatach
- 'Beesii' – ma jaskrawożółte kwiaty i srebrne liście
- 'Goldfinger' – liście wąskie, kwiaty jaskrawożółte o średnicy 4 cm, wysokość 1,3 m i 1,5 m szerokości
- 'Goldstar' – ma wzniesiony pokrój i ciemnożółte kwiaty, wysokość 0,8 m i 1 m szerokości
- 'Maanleys' – kwiaty bladożółte, liście niebieskozielone, wysokość do 1,2m
- 'Promose Beauty' – kwiaty żółte, podobne do kwiatów róż botanicznych
- 'Tangerine' – ma złoto-pomarańczowe kwiaty
- 'Red Ace' – odmiana niska (do 0,6 m, rzadko do metra) o drobnych liściach i kwiatach cynobrowych (pomarańczowoczerwonych)
- 'Pink Beauty' ® (nazwa handlowa: Lovely Pink) – 0,8 m wysokości i szerokości, kwiaty ok. 3 cm średnicy, ciemnoróżowe, nie blaknące na słońcu
- 'Blink' ('Princess') – drobna (do 0,4 m) odmiana o kwiatach różowych, w pełnym słońcu blednących
- 'Marion Red Robin' ® – odmiana o kwiatach jaskrawo czerwono-cynobrowych, wysokość 0,5 m i 1 m szerokości